# Songyos Sugmakanan
Songyos Sugmakanan, (thaï: ทรงยศ สุขมากอนันต์ ), est un réalisateur de cinéma thaïlandais né le 20 août 1973,. 

## Biographie
Songyos Sugmakanan fait partie de la nouvelle vague thaïlandaise et obtient son premier grand succès à 30 ans avec Fan Chan.

## Filmographie
- 2002 : ด. เด็ก ช.ช้าง (Dore dek chore chang) (My Elephant), premier court métrage
- 2003 : Fan chan - แฟนฉัน - (My Girl), coréalisé avec cinq autres jeunes réalisateurs, le film a eu un très grand succès commercial en Thaïlande.
- 2005 : เพื่อนสนิท (Pheuan Sanit / Puan-Sa-Nit)
- 2006 : Le Pensionnat (Dek Hor - เด็กหอ), Ours de Cristal[3] au Festival international du film de Berlin et distribué en France.
- 2008 : Hormones (Pidtermyai huajai wawoon - ปิดเทอมใหญ่ หัวใจว้าวุ่น)
- 2011 : The Billionaire  (Top Secret : Wai roon pun lan / วัยรุ่นพันล้าน)